# Wilhelm Kregel
Wilhelm Kregel (* 20. Februar 1909 in Rümelingen, Luxemburg; † 3. Juni 1994 in Verden) war ein deutscher Richter und Sportfunktionär. Von 1970 bis 1974 war er Präsident des Deutschen Sportbundes.

## Leben

### Ausbildung und Justizkarriere
Wilhelm Kregel wuchs in Verden auf. Er studierte Rechtswissenschaften von 1927 bis 1929 in Marburg und von 1929 bis 1930 in Göttingen. Seit dem Studium war er Mitglied der Studentenverbindung ATV Marburg im ATB. Er wurde 1931 in Marburg mit einer zivilrechtlichen Arbeit über „Störungsansprüche des Mieters gegen Dritte“ promoviert. Er war von 1931 bis 1934 Gerichtsreferendar und von 1934 bis 1938 Gerichtsassessor. Ab 1938 war er schließlich Landgerichtsrat in Hannover. 1943 wechselte er als Oberlandesgerichtsrat nach Celle.
Von 1940 bis Kriegsende diente er in der Wehrmacht, zuletzt war er Hauptmann der Reserve. Er wurde sechsmal verwundet.
Kregel kehrte nach seinem Einsatz als Soldat im Zweiten Weltkrieg 1947 in den Justizdienst zurück. Von 1951 bis 1956 war er Richter am Bundesgerichtshof. Als beisitzender Senatsrichter war er an den Urteilen vom 7. Januar 1956 (IV ZR 211/55 und IV ZR 273/55) beteiligt, in dem NS-Unrecht gegen Sinti und Roma im Zeitraum von 1940 bis 1943 gerechtfertigt wurde. Die Urteilsgründe werden als Beispiel für fortgesetzte nationalsozialistische bzw. rassistische Denkweise in der bundesdeutschen Justiz angeführt. Die BGH-Präsidentin Bettina Limperg sprach 2015 im Bezug auf diese Urteile von „unvertretbare[r] Rechtsprechung“, für die „man sich nur schämen könne“.
Von 1956 bis 1966 amtierte Kregel als Präsident des Landgerichts Verden, anschließend bis zu seiner Pensionierung 1974 als Präsident des Oberlandesgerichts Celle.

### Turner und Sportfunktionär
Kregel war ab 1931 Mitglied des Turnklubs zu Hannover und im Sommer 1933 der Turngemeinde in Osterwieck (Harz). Ab 1947 gehörte er dem Männerturnverein Celle an. In seiner Zeit als Bundesrichter war er 1953 Mitbegründer der Akademischen Turn- und Sportverbindung (ATSV) Karlsruhe.
Von 1964 bis 1978 war Kregel Präsident des Deutschen Turner-Bundes und von 1970 bis 1974 Präsident des Deutschen Sportbundes. Er setzte sich in seiner Amtszeit für die Stärkung des Bundesausschusses Leistungssport ein und strebte eine stärkere Zentralisierung des Spitzensports an. Er trat von diesem Posten zurück, kurz bevor 1974 im Zuge der innerdeutschen Entspannungspolitik das deutsch-deutsche Sportprotokoll abgeschlossen wurde.

## Ehrungen
Für seine Verdienste um den Sport in Niedersachsen wurde er in die Ehrengalerie des niedersächsischen Sports des Niedersächsischen Instituts für Sportgeschichte aufgenommen.
- 1973: Großes Verdienstkreuz der Bundesrepublik Deutschland[8]